# Eugene Roe
Eugene (Doc) Roe (Bayou Chene Louisiana), 17 oktober 1921 - 30 december 1998) was een Amerikaans militair. Tijdens de Tweede Wereldoorlog vocht hij in Easy Company van het 506th Parachute Infantry Regiment, 101e Luchtlandingsdivisie, beschreven in het boek en de televisieserie Band of Brothers.
Roe was afkomstig uit Bayou Chene en was hospik (‘medic’) bij Easy Company. Hij had geen enkele medische achtergrond en was aangewezen voor de opleiding tot gewondenverzorger omdat er een tekort was. Hij werd in 1943 toegevoegd aan Easy Company. Roe maakte alle grote acties mee: Operatie Overlord, Operatie Market Garden, de Slag om de Ardennen en de inname van het Adelaarsnest. In 1998 stierf hij aan kanker in de wetenschap dat de serie Band of Brothers, en daarmee ook zijn verhaal, gemaakt zou worden.

## Film
In de miniserie Band of Brothers wordt het personage van Eugene Roe vertolkt door acteur Shane Taylor. Aflevering zes (getiteld Bastogne) wordt verteld vanuit zijn gezichtspunt.